# Parental Advisory

La etiqueta actual de Parental Advisory, introducida en 1990.

Parental Advisory: Explicit Content/Lyrics (en español: Advertencia Para Los Padres: Contenido/Letras Explícito) es una etiqueta de advertencia que se coloca en grabaciones de audio y CD de artistas y grupos que contienen lenguaje soez, consumo de drogas, contenido o referencias sexuales, violencia, xenofobia, homofobia, racismo o machismo. Fue introducida en 1987 por la Recording Industry Association of America (RIAA) y adoptada por la British Phonographic Industry (BPI) en 2011. La etiqueta se colocó por primera vez en discos físicos de 33 1⁄3 rpm, discos compactos y cintas de casete, y se ha incluido en listados digitales ofrecidos por tiendas de música en línea. En los territorios de la región PAL, algunos videojuegos que incluyen música con licencia recibieron la etiqueta a fines de la década de 1990 y principios de la de 2000.
Las grabaciones con la etiqueta Parental Advisory suelen publicarse junto con una versión censurada sin cortes que reduce o elimina el material ofensivo. Varios minoristas distribuyen ambas versiones del producto, en ocasiones con un precio más alto para la versión censurada sin cortes, mientras que algunos vendedores ofrecen la edición modificada como su opción principal y optan por no distribuir la versión explícita. La etiqueta ha sido ampliamente criticada por su ineficacia a la hora de limitar el material inapropiado al que está expuesto el público joven.

## Trasfondo

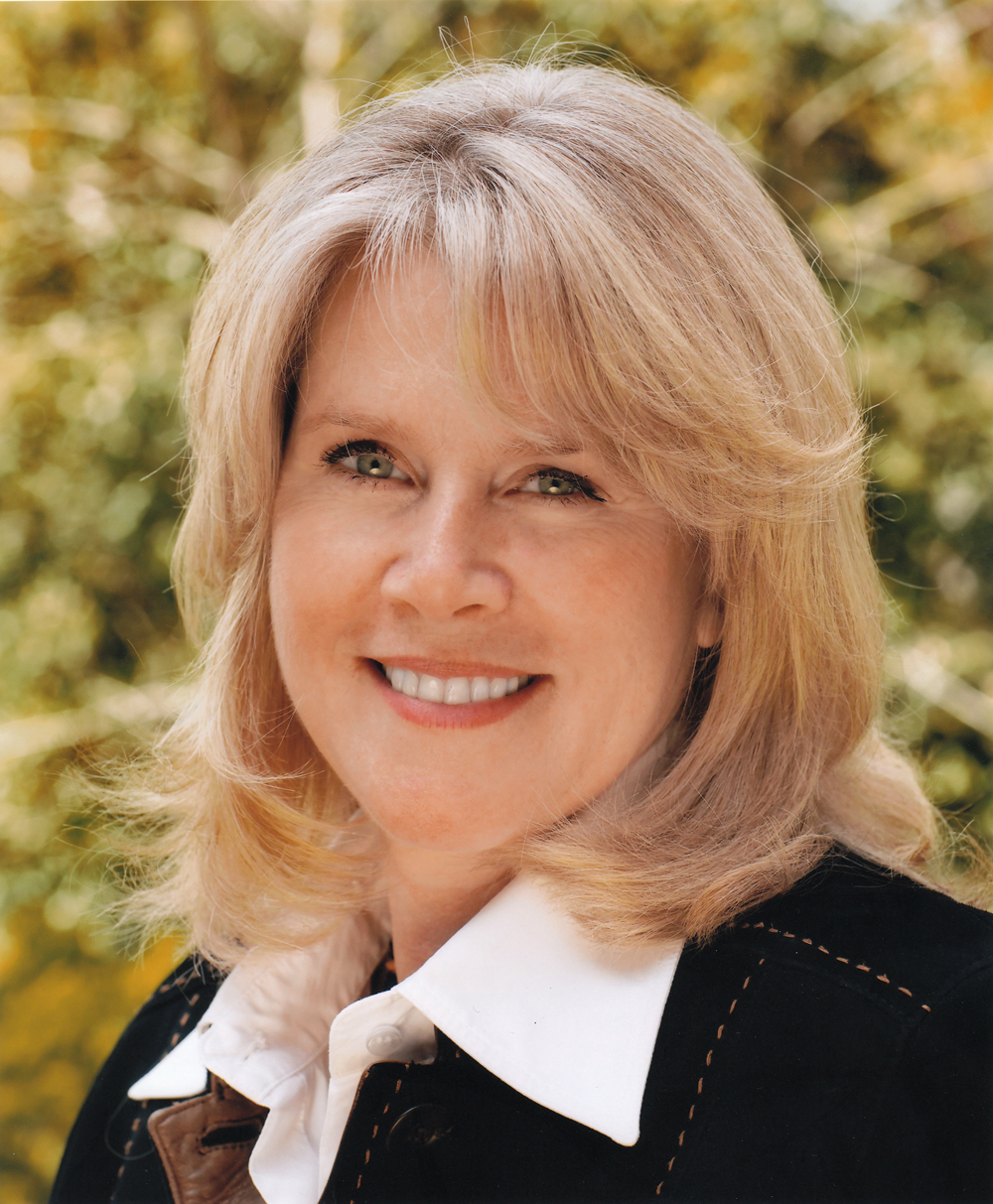
Tipper Gore en 2009

Poco después de su formación en abril de 1985, el Parents Music Resource Center (PMRC) reunió una lista de quince canciones con contenido considerado inadecuado. Particularmente criticada fue «Darling Nikki» de Prince, después de que la cofundadora del PMRC, Mary «Tipper» Gore, comprara el álbum Purple Rain para su hija de once años Karenna, sin saber que la letra de la canción incluía una mención explícita a la masturbación. La Recording Industry Association of America (RIAA) respondió introduciendo una versión temprana de su etiqueta de advertencia de contenido, aunque el PMRC no estuvo contento y propuso que se promulgara un sistema de clasificación de música estructurado como el sistema de clasificación de películas de la Motion Picture Association of America. La RIAA sugirió alternativamente usar una etiqueta de advertencia que dijera «Parental Guidance: Explicit Lyrics» —Orientación parental: letras explícitas— y, después de un conflicto continuo entre las organizaciones, el asunto se discutió el 19 de septiembre durante una audiencia con el Comité de Comercio, Ciencia y Transporte del Senado de los Estados Unidos. Los músicos Frank Zappa, Dee Snider y John Denver testificaron en esta audiencia con una fuerte oposición al sistema de etiquetas de advertencia de PMRC y a la censura en general. Aproximadamente dos meses después de la audiencia, las organizaciones acordaron un acuerdo en el que las grabaciones de audio debían tener una etiqueta de advertencia que dijera «Explicit Lyrics: Parental Advisory» o tener sus letras pegadas en la parte posterior de su empaque.
En 1990, se introdujo el diseño estándar de la etiqueta de advertencia en blanco y negro que decía «Parental Advisory: Explicit Lyrics» y debía colocarse en la sección inferior derecha de un producto determinado. El primer álbum en llevar la etiqueta Parental Advisory «en blanco y negro» fue el lanzamiento de 1990 de Banned in the U.S.A. del grupo de rap 2 Live Crew. Para mayo de 1992, aproximadamente doscientos veinticinco discos habían sido marcados con la advertencia. En respuesta a audiencias posteriores en los años siguientes, se reformuló como «Parental Advisory: Explicit Content» en 1996. El sistema no se modificó hasta 2002, cuando los sellos discográficos afiliados a Bertelsmann comenzaron a incluir áreas específicas de preocupación, como «lenguaje fuerte», «contenido violento» o «contenido sexual» en los discos compactos junto con la etiqueta genérica Parental Advisory. La etiqueta Parental Advisory se utilizó por primera vez en servicios de transmisión de música y tiendas de música en línea en 2011. Ese año, la Industria Fonográfica Británica (BPI) revisó sus propias políticas de censura musical para incorporar un uso más destacado de la etiqueta de advertencia.

## Aplicación

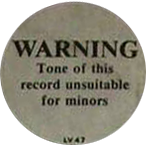
Una versión anterior de una etiqueta de advertencia, utilizada durante la década de 1980.

El «Parental Advisory Label Program» en los Estados Unidos y el «Parental Advisory Scheme» en el Reino Unido carecen de estándares acordados para el uso de la etiqueta de advertencia, aunque proporcionan pautas para su inclusión recomendada. Aunque es una práctica voluntaria que en última instancia se deja a la discreción de las discográficas, la RIAA sugiere que el material con «lenguaje fuerte o representaciones de violencia, sexo o abuso de sustancias en tal medida como para merecer la notificación a los padres» se coloque con la etiqueta de advertencia parental. La BPI también solicita que se tenga en cuenta «el lenguaje o comportamiento racista, homofóbico, misógino u otro discriminatorio» al determinar la idoneidad de un disco.
Las copias físicas de los álbumes que tienen la etiqueta generalmente la tienen como parte permanente de la obra de arte, impresa con el resto de la portada. En algunos casos, la etiqueta se fija como una pegatina en la parte delantera de la caja, que se puede quitar poniendo la obra de arte en una caja diferente. Las grabaciones de audio que incluyen etiquetas de Parental Advisory en sus formatos originales generalmente se lanzan en versiones censuradas que reducen o eliminan por completo el material cuestionable. Son reconocidas como ediciones «limpias» por la RIAA y se dejan sin etiquetar en sus formatos revisados. Target ha vendido ambas versiones de un disco determinado. Walmart y sus propiedades afiliadas son bien conocidas por tener solo versiones censuradas de discos; en un caso, el minorista se negó a distribuir el álbum de Green Day de 2009 21st Century Breakdown porque no se les dieron las copias «limpias» que solicitaron. Las tiendas de música en línea, incluida la iTunes Store, generalmente tienen el logotipo de Parental Advisory incrustado en los archivos digitales. Los minoristas digitales y los servicios de transmisión como iTunes, Spotify y Amazon Music marcan las pistas como «explícitas» si han sido identificadas como tales.

## Impacto
Desde su introducción, la eficacia de la etiqueta Parental Advisory ha sido puesta en duda con frecuencia. Jon Wiederhorn de MTV News sugirió que los artistas se beneficiaban de la etiqueta y señaló que los clientes más jóvenes interesados en contenido explícito podían encontrarlo más fácilmente con una etiqueta adjunta. En nombre de Westword, Andy Thomas dijo que la etiqueta no tenía ningún propósito con el argumento de que un cliente joven «obtendría una copia del álbum tarde o temprano de un amigo u otro empleado letárgico de una tienda de discos» como el cajero que le vendió una edición etiquetada de La Sexorcisto: Devil Music, Vol. 1 (1992) de White Zombie en su infancia. Señaló que la reacción prevista en los padres era variada; su madre laxa se mostró indiferente ante la advertencia, mientras que la madre más estricta de su compañero no permitió que su hijo escuchara el disco.

El diseño anterior de la etiqueta de asesoramiento parental utilizada durante la década de 1990. Este logotipo también coexistió con la etiqueta actual de 1996 a 2001.

Danny Goldberg de Gold Village Entertainment opinó que la etiqueta Parental Advisory ofrecía un valor mínimo más allá de «ser una forma para que ciertos minoristas como Wal-Mart se promocionaran como “aptos para la familia”»; él sentía que los niños tenían éxito en conseguir el contenido que deseaban «incluso antes de Internet», y creía que la etiqueta tenía poco impacto en las cifras de ventas. En contraste, la RIAA sostiene que «no es un Aviso PAL lo que buscan los niños, es la música». Afirmaron que la investigación que habían reunido reveló que «los niños dan un peso limitado a las letras al decidir qué música les gusta, preocupándose más por el ritmo y la melodía» e insinuaron que la etiqueta no es un factor decisivo para una compra determinada. Tom Cole de NPR comentó que la etiqueta Parental Advisory se ha convertido en «un hecho de la vida de compra de música», lo que hizo difícil para los consumidores actuales entender la controversia generalizada que surgió a partir de su introducción. Greg Beato de Reason observó que en la década de 1990, «Un álbum de hip hop que no justificaba una pegatina de Tipper era artísticamente sospechoso».
La etiqueta se ha vuelto lo suficientemente conocida como para ser parodiada. Los álbumes de Guns N' Roses de 1991 Use Your Illusion I y Use Your Illusion II incluían una pegatina de estilo similar que decía «Este álbum contiene lenguaje que algunos oyentes pueden encontrar objetable. Pueden irse a la mierda y comprar algo de la sección New Age».

## Contrapartes editadas
Es bastante común que un álbum que recibió el sello Parental Advisory se venda junto con una versión «editada» que elimina el contenido objetable, generalmente al mismo nivel que una edición de radio. Sin embargo, las pautas de la RIAA establecen que «una versión editada no necesita eliminar todo el contenido potencialmente objetable de la grabación de sonido». Estos álbumes se empaquetan de manera casi idéntica a sus contrapartes explícitas, generalmente con el único indicador siendo la falta del sello Parental Advisory, aunque si la obra de arte también se considera «explícita», normalmente se censurará. En el caso de algunos álbumes, se coloca un recuadro negro que dice «VERSIÓN EDITADA» donde estaría el sello Parental Advisory. Esto fue parte de las nuevas pautas introducidas el 1 de abril de 2002, que también incluían una etiqueta que mostraba «Versión editada también disponible» junto al sello Parental Advisory.